# Konty
Konty (polnisch Kąty Opolskie, 1936–1945 Oderwinkel) ist ein Ort liegt in der Gemeinde Tarnau im Powiat Opolski der Woiwodschaft Opole in Polen.

## Geographie

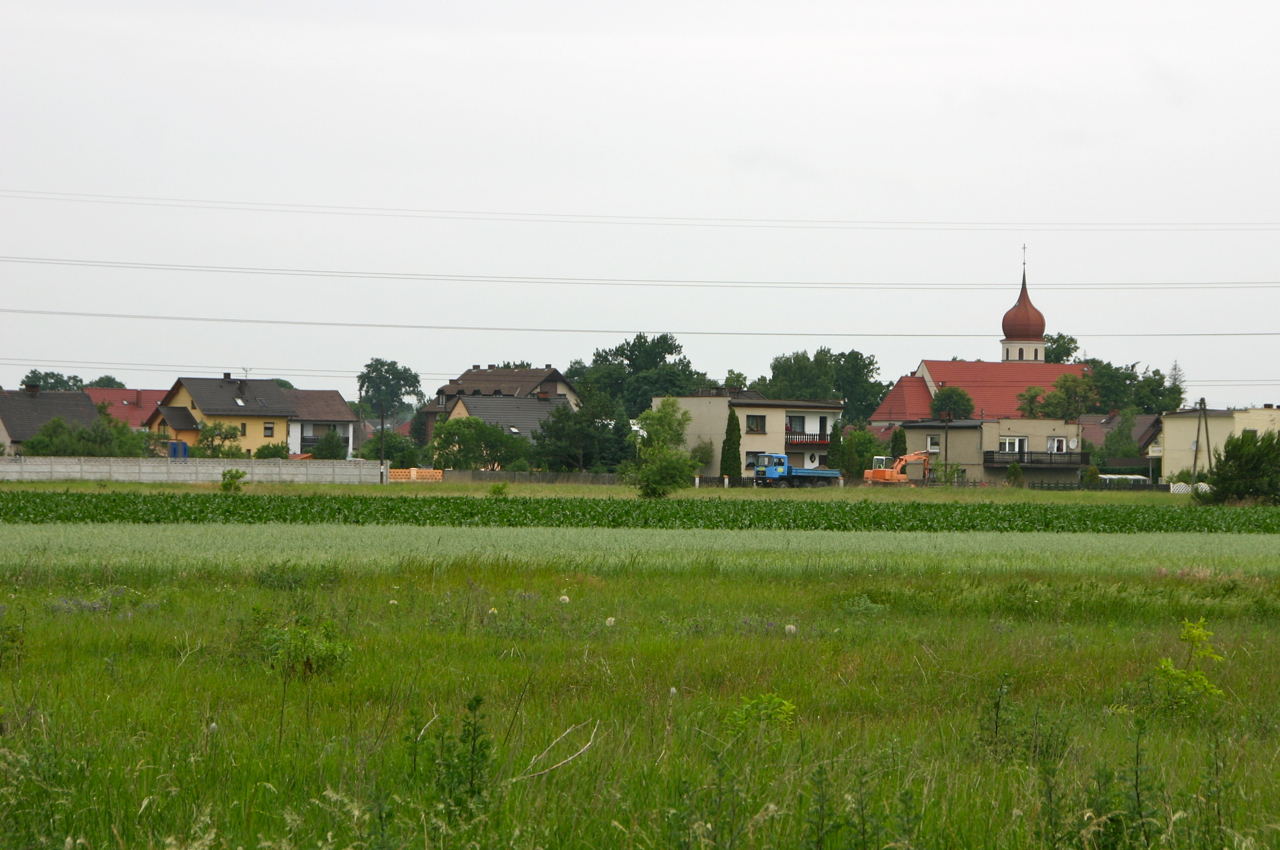
Panoramaansicht des Dorfes

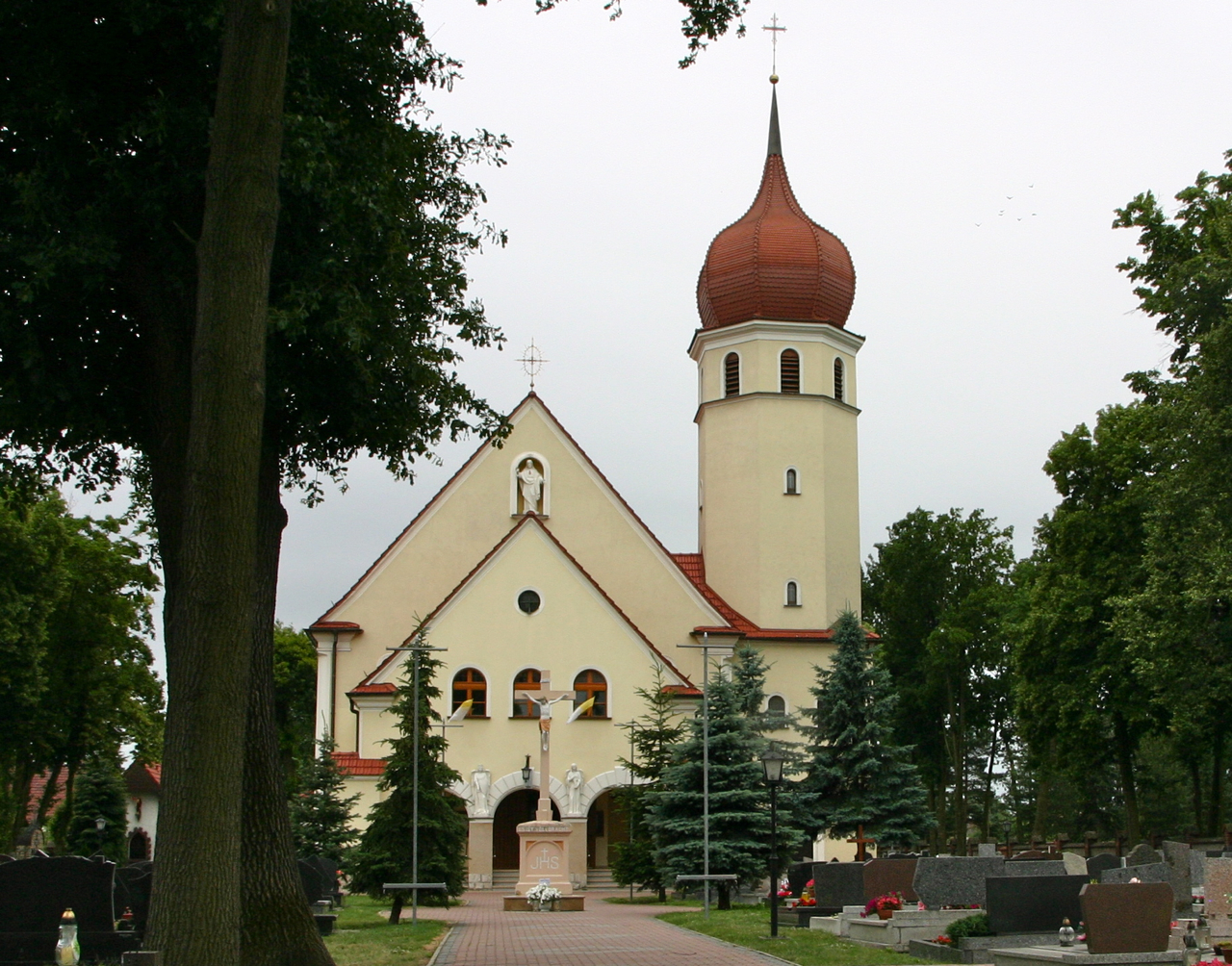
Herz-Jesu-Kirche

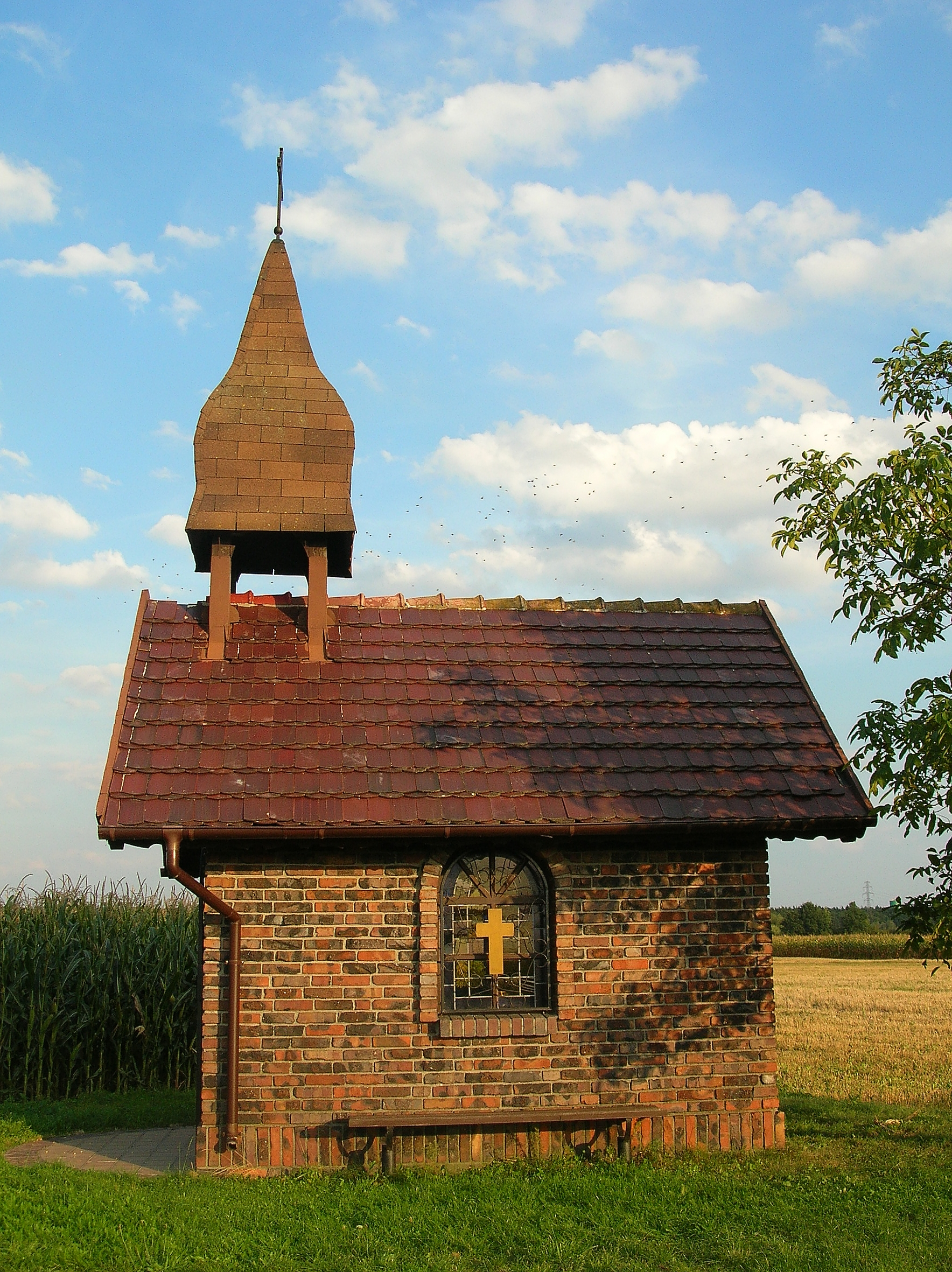
St. Michaelskapelle

Das Straßendorf Konty liegt neun Kilometer südwestlich von Tarnau und 15 Kilometer südlich von Opole (Oppeln) in der Schlesischen Tiefebene am rechten Ufer der Oder. 
Östlich des Dorfes verlaufen in Nord-Süd-Richtung die Droga wojewódzka 423 sowie die Bahnstrecke Kędzierzyn-Koźle–Opole. Östlich der Woiwodschaftsstraße liegt ein großes Waldgebiet.
Nachbarorte von Konty sind im Norden Przywor (Przywory), im Osten Kupferberg (Miedziana), im Süden Chorulla (Chorula) und im Westen am linken Ufer der Oder Groß Schimnitz (Zimnice Wielkie) und Klein Schimnitz (Zimnice Małe).

## Geschichte
Konty wurde 1295 erstmals als „Canthi“ erwähnt. 1308 ist es in der Schreibweise „Kont“ belegt.
Nach dem Ersten Schlesischen Krieg 1742 fiel Konty mit dem größten Teil Schlesiens an Preußen. 1784 wurden neun Bauern und elf Häusler gezählt.
Nach der Neugliederung der Provinz Schlesien gehörte die Landgemeinde Konty ab 1816 zum Landkreis Oppeln im Regierungsbezirk Oppeln. 1855 wurden 399 Einwohner gezählt, 1865 waren es zehn Bauern, zehn Gärtner und 32 Angerhäusler. Die Bewohner waren nach Groß Schimnitz eingepfarrt und nach Przywor eingeschult. 1874 wurde der Amtsbezirk Przywor gebildet, dem die Landgemeinden Konty, Kossorowitz, Kupferberg, Przywor und Tarnau sowie der Gutsbezirk Grudschütz eingegliedert wurden. 1885 zählte der Ort 541 Einwohner. 1900 lebten im Ort 625 Einwohner.
Bei der Volksabstimmung am 20. März 1921 stimmten 137 Wahlberechtigte für einen Verbleib bei Deutschland und 256 für Polen. Der Stimmkreis Oppeln hatte mehrheitlich für Deutschland votiert, sodass Konty beim Deutschen Reich verblieb. 1936 wurde der Ort in Oderwinkel umbenannt. 1939 hatte Oderwinkel 946 Einwohner. Bis 1945 befand sich der Ort im Landkreis Oppeln.
Als Folge des Zweiten Weltkriegs fiel Oderwinkel 1945 unter polnische Verwaltung. Nachfolgend wurde es in Kąty Opolskie umbenannt. 1999 wurde es dem Powiat Opolski eingegliedert. Am 15. Februar 2007 wurde in der Gemeinde Deutsch als zweite Amtssprache eingeführt. Am 14. April 2008 erhielt der Ort den zusätzlichen amtlichen deutschen Ortsnamen Konty.

## Sehenswürdigkeiten
- Die römisch-katholische Herz-Jesu-Kirche (Kościół Najświętszego Serca Pana Jezusa) wurde zwischen 1937 und 1939 erbaut.[9]
- St. Michaelskapelle
- Denkmal für die Gefallenen beider Weltkriege
- Gedenkstein für die im Januar 1945 ermordeten Zivilisten

## Vereine
- Fußballverein LZS Odra Kąty Opolskie[10]
- Deutscher Freundschaftskreis Konty[11]